# Tepetate de Negrete
Tepetate de Negrete är en ort i Mexiko.   Den ligger i kommunen Pénjamo och delstaten Guanajuato, i den centrala delen av landet, 290 km väster om huvudstaden Mexico City. Tepetate de Negrete ligger 1 704 meter över havet och antalet invånare är 300.
Terrängen runt Tepetate de Negrete är platt åt nordväst, men åt sydost är den kuperad. Runt Tepetate de Negrete är det ganska tätbefolkat, med 104 invånare per kvadratkilometer. Närmaste större samhälle är Pénjamo, 15,2 km nordost om Tepetate de Negrete. I omgivningarna runt Tepetate de Negrete växer huvudsakligen savannskog.